# Formel-E-Rennstrecke Jakarta
Die Formel-E-Rennstrecke Jakarta ist ein temporärer Stadtkurs in Jakarta in Indonesien. Die Strecke wird für Rennen der FIA-Formel-E-Weltmeisterschaft verwendet.

## Geschichte
Die Strecke wurde für die Austragung der Formel E im September 2019 geplant und bereits im Folgejahr sollte das erste Rennen dort stattfinden. Mit der COVID-19-Pandemie wurde die Veranstaltung allerdings abgesagt und auf die Saison 2021/22 verschoben.
Die Suche für einen Standort gestaltete sich schwierig und erste Pläne für eine Strecke rund um das Monumen Nasional scheiterten an den lokalen Behörden. Letztendlich wurde sich für eine Strecke in Ancol entschieden, die Bauarbeiten begannen im Januar 2022 und die Anlage wurde eine Woche vor dem Rennen fertiggestellt.
Mitch Evans gewann das erste Rennen 2022, im Folgejahr wurde der E-Prix erneut ausgetragen. Nach einem Jahr ohne Rennen kehrte der Jakarta E-Prix 2025 in den Rennkalender der Formel E zurück.

## Die Strecke
Die 2,370 Kilometer lange Strecke wurde nach der Form eines Pferdes aus den Tänzen des Kuda Lumping entworfen und umfasst 18 Kurven. Nach der langen Start-Ziel-Geraden führt sie an dem Beach City International Stadium entlang, bevor sie nach einigen schnellen Kurven und der Haarnadelkurve 13 wieder auf die Gerade führt.